# さかなちゃん
『さかなちゃん』は、1976年下半期に放送された連続ドラマ(岩間芳樹によるオリジナル脚本)でポーラテレビ小説の第17作に当たる。
ポーラテレビ小説は明治から昭和期における女性の半生を扱うことが多かったが今作は昭和40年代を時代設定としている。

## あらすじ
宮城・塩釜漁港、魚市場で働く男勝りの倉田キヨは本名で呼ばれず周りからは「さかなちゃん」と呼ばれていた。父の圭造はベテランの漁労長、
長年の夢が叶って自分の船を手に入れた。全財産はたいて自分の船を持ったものの出港するとなると乗組員の給料やら油代やら太金がかかる。
金策に走り回る圭造、そんな姿を見て和江の婿である水田が田畑を担保に金を工面すると申し出る。「断る!」娘婿の世話になるのが嫌な圭造
は突っぱねるが、背に腹は代えられず水田の厚意を受けることにした。こうして水田も第一清竜丸の仲間に加わった。「海のことなら私のほう
が詳しいのに」どうしても父の船に乗りたいキヨは恨めしい。密かに密航を企むキヨに、けんか仲間のタカクラケンは「俺も同じ船に乗せろ」と詰めよる。
キヨの夢を乗せた第一清竜丸は遂に港を出た。しかし1日目で見つかってしまいキヨとケンは銚子で下される。2ヶ月後、清竜丸から大漁の知らせが入る。
その頃水産研究所の所員・信也がキヨの家に下宿することになった。地元の利益を優先する漁民と信也の意見は対立して、信也は東京に戻ることになった。
そして12月になり船は戻ってくることになったが入港2日前になって嵐に遭遇し船は遭難してしまった。信じられないキヨたちだったが嘆き悲しんでいる暇はなかった。
乗組員の家族に出来るだけの償いをしなければならない、それが現実だった。それから一年後、圭造を見かけたという噂を聞いたキヨは東京に圭造を探しに行く。
父と再会したキヨだったが圭造は記憶を失い施設に保護されていた。圭造の記憶が戻ると信じてキヨは父を引き取った。ある日、父が作業中に事故にあったと知らせがきた。
キヨが病院に駆けつけると圭造は抜け出したあとだった。漁船の事故はあて逃げであり、記憶を取り戻した圭造は相手の船をつきとめるつもりだ。
圭造の右腕の梅さんは(あて逃げ犯の)暴力団の船会社に軟禁されていた。梅さんを探すため乗り込んできたタカクラケンだったが殺されてしまう。
ケンが天国の門に入るとそこには事故で死んだ虎さんや水田たちがいた。彼らは天国の穴から地上の様子を覗いている。圭造と梅さんの証言で海難審判が始まった。

## 出演
- 倉田キヨ - 五十嵐めぐみ
- 倉田圭造 - 高松英郎
- 倉田松代 - 町田博子
- 倉田正子 - 末次美沙緒
- 水田和江 - 木内みどり
- 水田- 新克利
- タカクラケン - 目黒祐樹
- 菊池信也 - 名高達朗
- 梅さん - 織本順吉
- 鈴木社長 - 金子信雄
- 虎さん - 山谷初男
- 紀子 - 立石涼子
- 川辺 - 諏訪圭一
- 秀子 - 和田幾子
- 桑田フミ - 斎藤美和
- 山崎 - 寄山弘
- ジョージ - 湯原昌幸

## スタッフ
- 脚本：岩間芳樹
- プロデューサー：山田和也、新井定雄
- 演出：内野健、服部晴治、山泉脩、山田護
- 音楽：石川鷹彦
- ナレーター：五十嵐めぐみ

## その他
- 五十嵐めぐみは名古屋出身、愛知淑徳高校で演劇部に所属していた。テアトロ海を経てアマチプロゼに所属。森田めぐみの芸名で非情のライセンス、特別機動捜査隊ほかのドラマに出演する。五十嵐めぐみとしては「さかなちゃん」がデビュー作になる。同枠では「元気です!」にも出演している。168cmのスレンダー体形でグラビアにも多く登場し、ヌードを披露したこともある。法医学教室の事件ファイルではポーラテレビ小説出身の名取裕子と共演を果たしている。
- 岩間芳樹は静岡県出身の脚本家。「わたしは海」「水中花」「3年B組貫八先生」他多くのドラマを手がけ、映画「鉄道員(ぽっぽや)」などのシナリオも手掛ける。1983年エミー賞を1993年向田邦子賞を受賞。
- 石川鷹彦はギタリスト、アレンジャーとしてフォーク・ブームを支え続けた。六文銭の初期メンバーでグループ脱退後はバックギタリスト、アレンジャーとして吉田拓郎、かぐや姫、風、イルカ、アリス、さだまさし、中島みゆき、長渕剛、松山千春、森山直太朗などと共演・録音している。
- 当時の「週刊テレビガイド」には1週間分のストーリーが掲載されていた。
- 原作本（ドラマのノベライゼーション）が三笠書房より発売された。